# Thoracochaeta seticosta
Thoracochaeta seticosta är en tvåvingeart som först beskrevs av Arnold Spuler 1925.  Thoracochaeta seticosta ingår i släktet Thoracochaeta och familjen hoppflugor. Arten är reproducerande i Sverige. Inga underarter finns listade i Catalogue of Life.